# La Liga Player of the Month
ll premio La Liga Player of the month è un riconoscimento mensile dato al miglior calciatore del mese della Primera División dalla stagione 2013-2014.

## Primera División 2013-2014
| Mese      | Calciatore        | Squadra         |
| --------- | ----------------- | --------------- |
| Settembre | Diego Costa       | Atlético Madrid |
| Ottobre   | Koke              | Atlético Madrid |
| Novembre  | Cristiano Ronaldo | Real Madrid     |
| Dicembre  | Carlos Vela       | Real Sociedad   |
| Gennaio   | Ivan Rakitić      | Siviglia        |
| Febbraio  | Rafinha           | Celta Vigo      |
| Marzo     | Keylor Navas      | Levante         |
| Aprile    | Diego Godín       | Atlético Madrid |
| Maggio    | Diego Godín       | Atlético Madrid |

## Primera División 2014-2015
| Mese      | Calciatore        | Squadra         |
| --------- | ----------------- | --------------- |
| Settembre | Nolito            | Celta Vigo      |
| Ottobre   | Karim Benzema     | Real Madrid     |
| Novembre  | Carlos Vela       | Real Sociedad   |
| Dicembre  | Luciano Vietto    | Villarreal      |
| Gennaio   | Antoine Griezmann | Atlético Madrid |
| Febbraio  | Alberto Bueno     | Rayo Vallecano  |
| Marzo     | Vitolo            | Siviglia        |
| Aprile    | Antoine Griezmann | Atlético Madrid |
| Maggio    | Cristiano Ronaldo | Real Madrid     |

## Primera División 2015-2016
| Mese      | Calciatore   | Squadra             |
| --------- | ------------ | ------------------- |
| Settembre | Nolito       | Celta Vigo          |
| Ottobre   | Borja Bastón | Eibar               |
| Novembre  | Neymar       | Barcellona          |
| Dicembre  | Lucas Pérez  | Deportivo La Coruña |
| Gennaio   | Lionel Messi | Barcellona          |
| Febbraio  | Miku         | Rayo Vallecano      |
| Marzo     | Aritz Aduriz | Athletic Bilbao     |
| Aprile    | Koke         | Atlético Madrid     |
| Maggio    | Luis Suárez  | Barcellona          |

## Primera División 2016-2017
| Mese      | Calciatore         | Squadra             |
| --------- | ------------------ | ------------------- |
| Agosto    | Jon Ander Serantes | Leganés             |
| Settembre | Antoine Griezmann  | Atlético Madrid     |
| Ottobre   | Iago Aspas         | Celta Vigo          |
| Novembre  | Diego López        | Espanyol            |
| Dicembre  | Florin Andone      | Deportivo La Coruña |
| Gennaio   | Steven Nzonzi      | Siviglia            |
| Febbraio  | Sergi Enrich       | Eibar               |
| Marzo     | Antoine Griezmann  | Atlético Madrid     |
| Aprile    | Lionel Messi       | Barcellona          |
| Maggio    | Cristiano Ronaldo  | Real Madrid         |

## Primera División 2017-2018
| Mese      | Calciatore        | Squadra         |
| --------- | ----------------- | --------------- |
| Settembre | Simone Zaza       | Valencia        |
| Ottobre   | Cédric Bakambu    | Villarreal      |
| Novembre  | Iago Aspas        | Celta Vigo      |
| Dicembre  | Luis Suárez       | Barcellona      |
| Gennaio   | Aritz Aduriz      | Athletic Bilbao |
| Febbraio  | Antoine Griezmann | Atlético Madrid |
| Marzo     | Rodrigo Machado   | Valencia        |
| Aprile    | Lionel Messi      | Barcellona      |

## Primera División 2018-2019
| Mese      | Calciatore        | Squadra         |
| --------- | ----------------- | --------------- |
| Settembre | Lionel Messi      | Barcellona      |
| Ottobre   | Luis Suárez       | Barcellona      |
| Novembre  | Tomáš Vaclík      | Siviglia        |
| Dicembre  | Antoine Griezmann | Atlético Madrid |
| Gennaio   | Iñaki Williams    | Athletic Bilbao |
| Febbraio  | Jaime Mata        | Getafe          |
| Marzo     | Lionel Messi      | Barcellona      |
| Aprile    | Iago Aspas        | Celta Vigo      |

## Primera División 2019-2020
| Mese      | Calciatore       | Squadra       |
| --------- | ---------------- | ------------- |
| Settembre | Martin Ødegaard  | Real Sociedad |
| Ottobre   | Karl Toko Ekambi | Villarreal    |
| Novembre  | Lionel Messi     | Barcellona    |
| Dicembre  | Luis Suárez      | Barcellona    |
| Gennaio   | Thibaut Courtois | Real Madrid   |
| Febbraio  | Lionel Messi     | Barcellona    |
| Giugno    | Karim Benzema    | Real Madrid   |

## Primera División 2020-2021
| Mese      | Calciatore        | Squadra         |
| --------- | ----------------- | --------------- |
| Settembre | Ansu Fati         | Barcellona      |
| Ottobre   | Mikel Oyarzabal   | Real Sociedad   |
| Novembre  | João Félix        | Atlético Madrid |
| Dicembre  | Iago Aspas        | Celta Vigo      |
| Gennaio   | Youssef En-Nesyri | Siviglia        |
| Febbraio  | Lionel Messi      | Barcellona      |
| Marzo     | Karim Benzema     | Real Madrid     |
| Aprile    | Fernando Reges    | Siviglia        |
| Maggio    | Jan Oblak         | Atlético Madrid |

## Primera División 2021-2022
| Mese      | Calciatore       | Squadra         |
| --------- | ---------------- | --------------- |
| Settembre | Karim Benzema    | Real Madrid     |
| Ottobre   | Robin Le Normand | Real Sociedad   |
| Novembre  | Vinícius Júnior  | Real Madrid     |
| Dicembre  | Juanmi           | Betis           |
| Gennaio   | Ángel Correa     | Atlético Madrid |
| Febbraio  | Thibaut Courtois | Real Madrid     |
| Marzo     | João Félix       | Atlético Madrid |
| Aprile    | Karim Benzema    | Real Madrid     |
| Maggio    | Vedat Muriqi     | Maiorca         |

## Primera División 2022-2023
| Mese      | Calciatore         | Squadra         |
| --------- | ------------------ | --------------- |
| Agosto    | Borja Iglesias     | Betis           |
| Settembre | Federico Valverde  | Real Madrid     |
| Ottobre   | Robert Lewandowski | Barcellona      |
| Gennaio   | Alexander Sørloth  | Real Sociedad   |
| Febbraio  | Gabri Veiga        | Celta Vigo      |
| Marzo     | Antoine Griezmann  | Atlético Madrid |
| Aprile    | Youssef En-Nesyri  | Siviglia        |
| Maggio    | Nicolas Jackson    | Villarreal      |

## Primera División 2023-2024
| Mese      | Calciatore         | Squadra         |
| --------- | ------------------ | --------------- |
| Agosto    | Jude Bellingham    | Real Madrid     |
| Settembre | Takefusa Kubo      | Real Sociedad   |
| Ottobre   | Jude Bellingham    | Real Madrid     |
| Novembre  | Antoine Griezmann  | Atlético Madrid |
| Dicembre  | Artem Dovbyk       | Girona          |
| Gennaio   | Kirian Rodríguez   | Las Palmas      |
| Febbraio  | Robert Lewandowski | Barcellona      |
| Marzo     | Vinícius Júnior    | Real Madrid     |
| Aprile    | Isco               | Betis           |

## Primera División 2024-2025
| Mese      | Calciatore         | Squadra         |
| --------- | ------------------ | --------------- |
| Agosto    | Raphinha           | Barcellona      |
| Settembre | Lamine Yamal       | Barcellona      |
| Ottobre   | Robert Lewandowski | Barcellona      |
| Novembre  | Vinícius Júnior    | Real Madrid     |
| Dicembre  | Jude Bellingham    | Real Madrid     |
| Gennaio   | Kylian Mbappé      | Real Madrid     |
| Febbraio  | Oihan Sancet       | Athletic Bilbao |
| Marzo     | Isco               | Betis           |
| Aprile    | Pedri              | Barcellona      |

## Statistiche

### Classifica per club
| Pos. | Squadra             | Titoli |
| ---- | ------------------- | ------ |
| 1    | Barcellona          | 20     |
| 2    | Atlético Madrid     | 17     |
| 3    | Real Madrid         | 15     |
| 4    | Celta Vigo          | 8      |
| 5    | Siviglia            | 7      |
| 5    | Real Sociedad       | 7      |
| 7    | Villarreal          | 4      |
| 7    | Athletic Bilbao     | 4      |
| 7    | Betis               | 4      |
| 10   | Deportivo La Coruña | 2      |
| 10   | Eibar               | 2      |
| 10   | Rayo Vallecano      | 2      |
| 10   | Valencia            | 2      |
| 14   | Espanyol            | 1      |
| 14   | Getafe              | 1      |
| 14   | Girona              | 1      |
| 14   | Las Palmas          | 1      |
| 14   | Leganés             | 1      |
| 14   | Levante             | 1      |
| 14   | Maiorca             | 1      |

### Classifica per nazionalità
| Pos. | Nazione      | Titoli |
| ---- | ------------ | ------ |
| 1    | Spagna       | 31     |
| 2    | Francia      | 16     |
| 3    | Argentina    | 10     |
| 4    | Brasile      | 8      |
| 5    | Uruguay      | 7      |
| 6    | Portogallo   | 5      |
| 7    | Inghilterra  | 3      |
| 7    | Polonia      | 3      |
| 9    | Norvegia     | 2      |
| 9    | Belgio       | 2      |
| 9    | Messico      | 2      |
| 9    | Marocco      | 2      |
| 13   | Camerun      | 1      |
| 13   | Costa Rica   | 1      |
| 13   | Croazia      | 1      |
| 13   | Rep. Ceca    | 1      |
| 13   | RD del Congo | 1      |
| 13   | Italia       | 1      |
| 13   | Giappone     | 1      |
| 13   | Kosovo       | 1      |
| 13   | Romania      | 1      |
| 13   | Senegal      | 1      |
| 13   | Slovenia     | 1      |
| 13   | Ucraina      | 1      |
| 13   | Venezuela    | 1      |

### Plurivincitori
In grassetto i giocatori che attualmente militano in Liga.
| Pos. | Giocatore          | Titoli |
| ---- | ------------------ | ------ |
| 1    | Antoine Griezmann  | 8      |
| 1    | Lionel Messi       | 8      |
| 3    | Karim Benzema      | 5      |
| 4    | Iago Aspas         | 4      |
| 4    | Luis Suárez        | 4      |
| 6    | Jude Bellingham    | 3      |
| 6    | Robert Lewandowski | 3      |
| 6    | Cristiano Ronaldo  | 3      |
| 6    | Vinícius Júnior    | 3      |
| 10   | Aritz Aduriz       | 2      |
| 10   | Thibaut Courtois   | 2      |
| 10   | Youssef En-Nesyri  | 2      |
| 10   | João Félix         | 2      |
| 10   | Diego Godín        | 2      |
| 10   | Isco               | 2      |
| 10   | Koke               | 2      |
| 10   | Nolito             | 2      |
| 10   | Carlos Vela        | 2      |